# Castello di San Giorgio (Sorico)
Il castello di San Giorgio è una fortezza in rovina edificata in età feudale al di sopra dell'abitato di Sorico in provincia di Como.

## Storia
Probabilmente ben più antico dell'XI secolo, le poche fonti storiche citano l'edificio quale avamposto di segnalazione e avvistamento sul primo tratto del lago di Como.
Ultima testimonianza della costruzione è la cronistoria della visita pastorale del vescovo di Como Feliciano Ninguarda del 1593. Il vescovo descrive l'edificio come diroccato con una cappella o chiesa dedicata a San Giorgio in disuso anch'essa:
chiesa arcipretale, si trovarono sopra il monte alcune pareti
rustiche e quasi diroccate, nelle quali v’è una cappella semicircolare
egualmente diroccata e con la volta crollata, che altre
volte era dedicata a San Giorgio ed è scoperchiata"»
Attualmente, lasciato il sentiero che porta sulla sommità della collina di Sorico sulla parte più alta del rilievo, si riconoscono nell'intrico della vegetazione possenti murature in pietra di Moltrasio e la base di una piccola torretta rivolta verso nord.
Al di sotto di una breccia in un barbacane si accede ad un locale semi invaso dai detriti con volta a botte.

Secondo un'incerta tradizione, da sempre si posiziona proprio in questo salone l'antica cappella di San Giorgio cuore del fortilizio.

In assenza di ulteriori fonti storiche ed archeologiche il castello di San Giorgio potrebbe risultare il fortilizio donato da Federico Barbarossa alla Chiesa di Como il 25 ottobre 1167 ed elevato a Fortezza Imperiale assieme alla torre di Olonio e al Castel Baradello di Como 
Il sito necessiterebbe di un'approfondita campagna archeologica sinora mai attuata.

## Galleria d'immagini

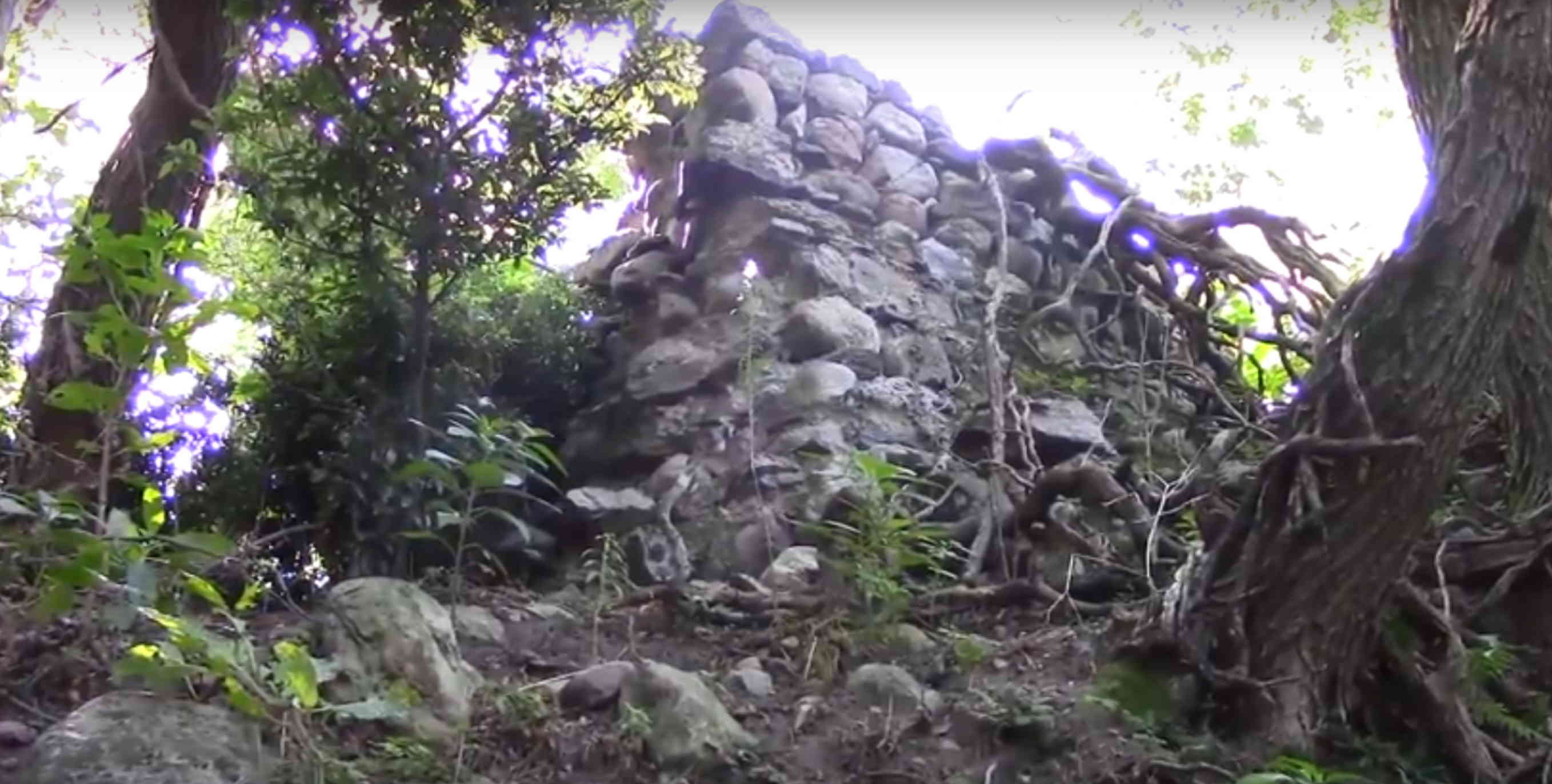
Resti delle possenti murature nell'intrico del bosco.
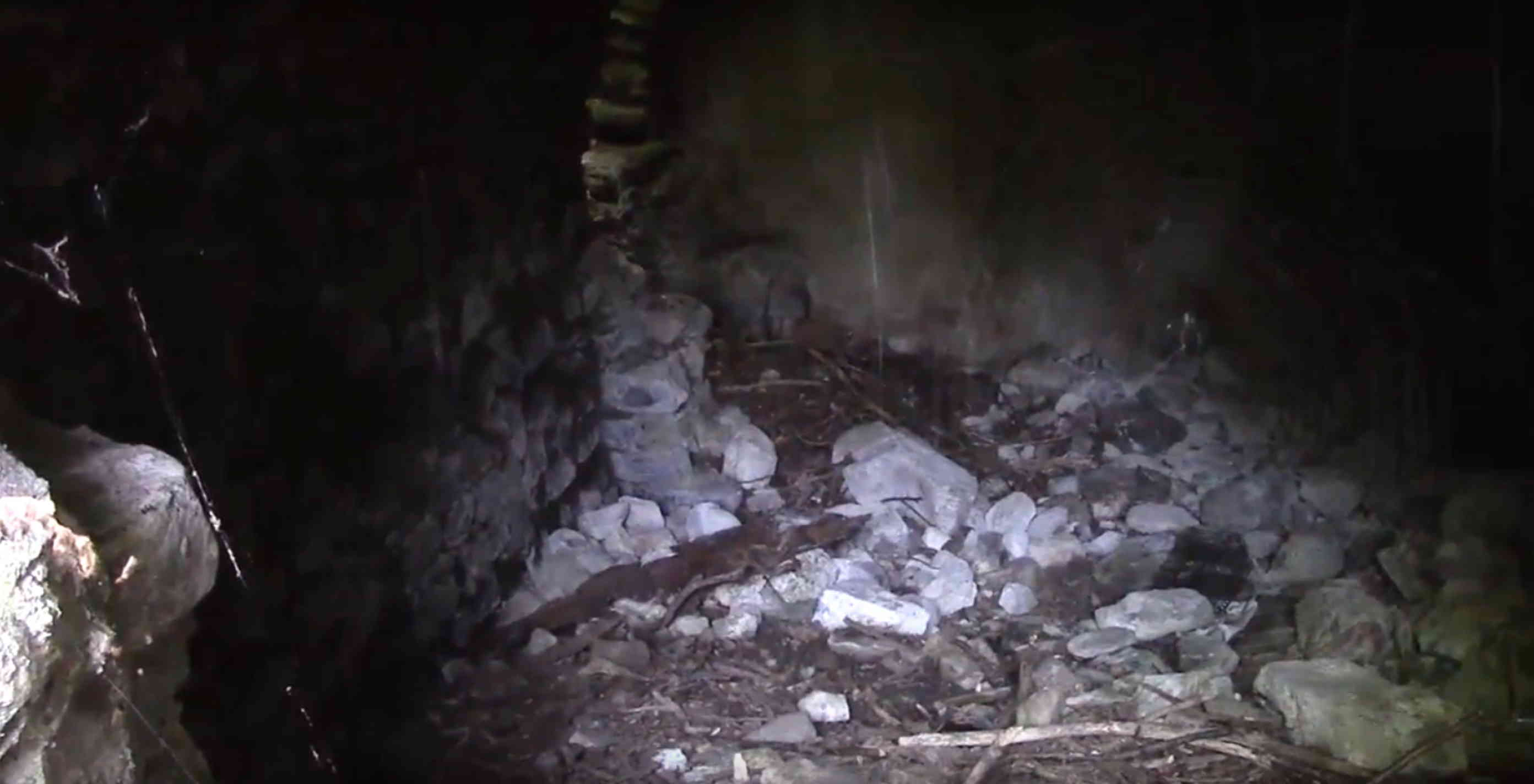
Porzione dei locali seminterrati del castello.
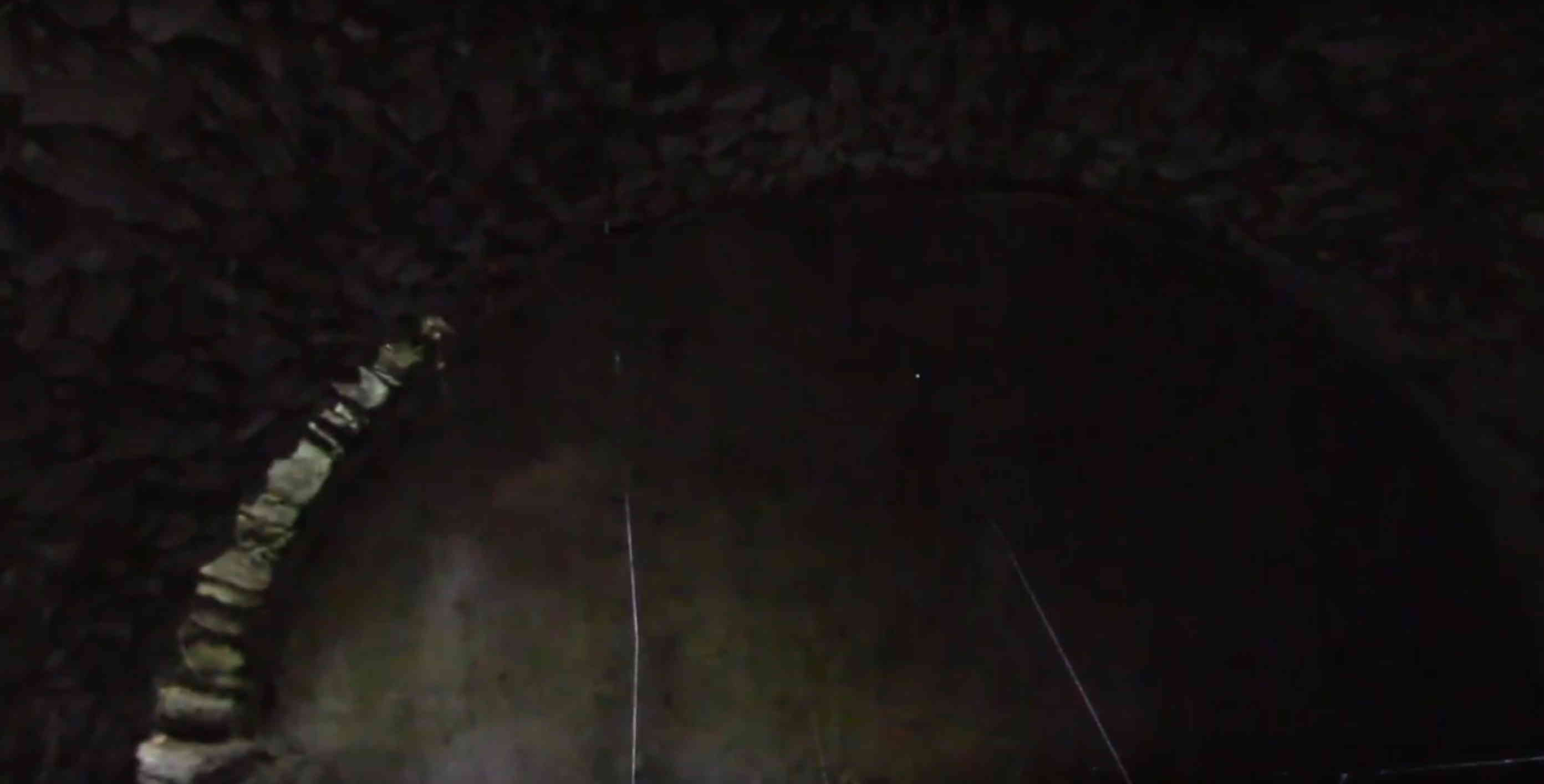
Volta dei locali seminterrati.